# Bitola-Inschrift

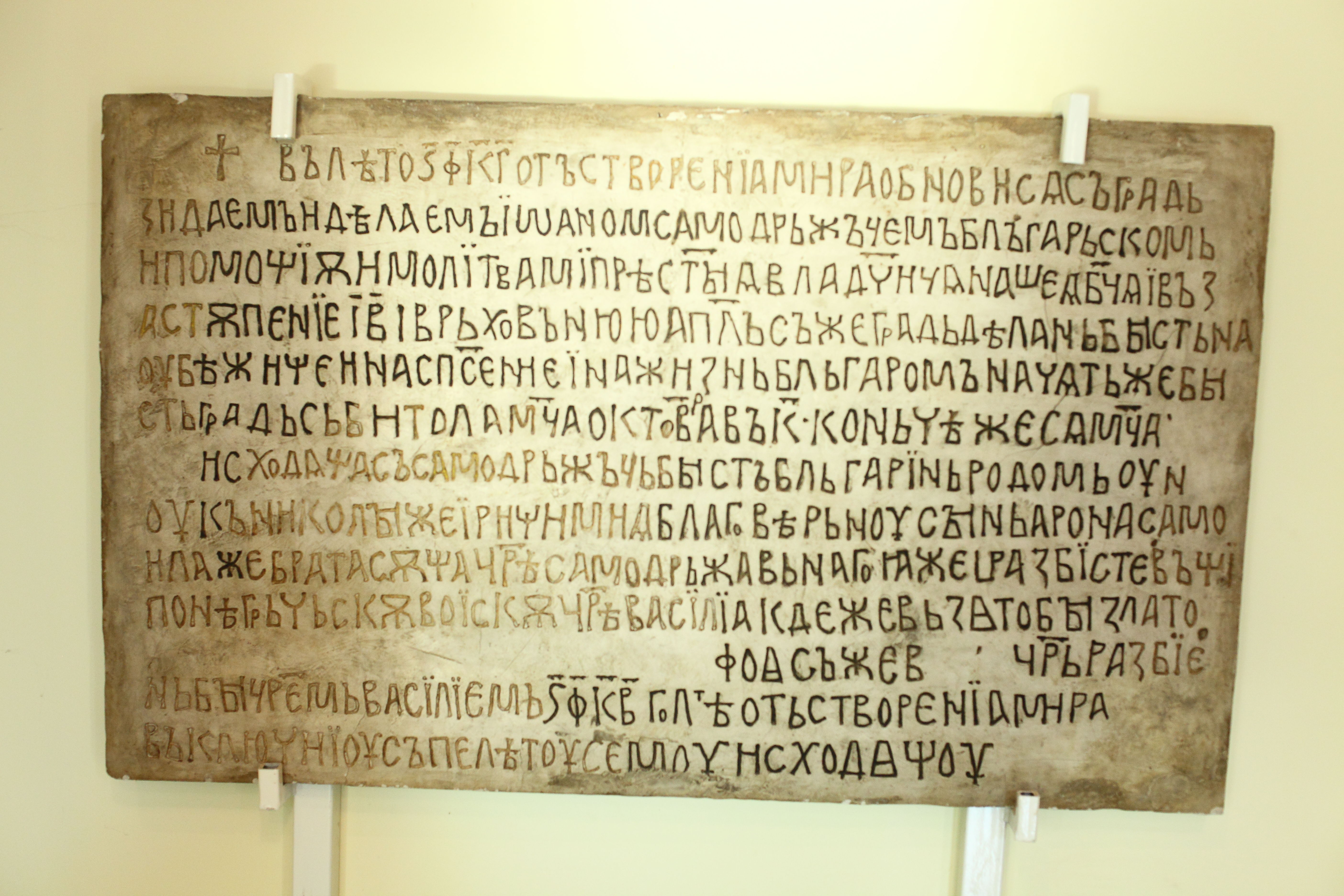
Die Bitola-Inschrift (Replikat im Nationalhistorischen Museum Bulgariens)

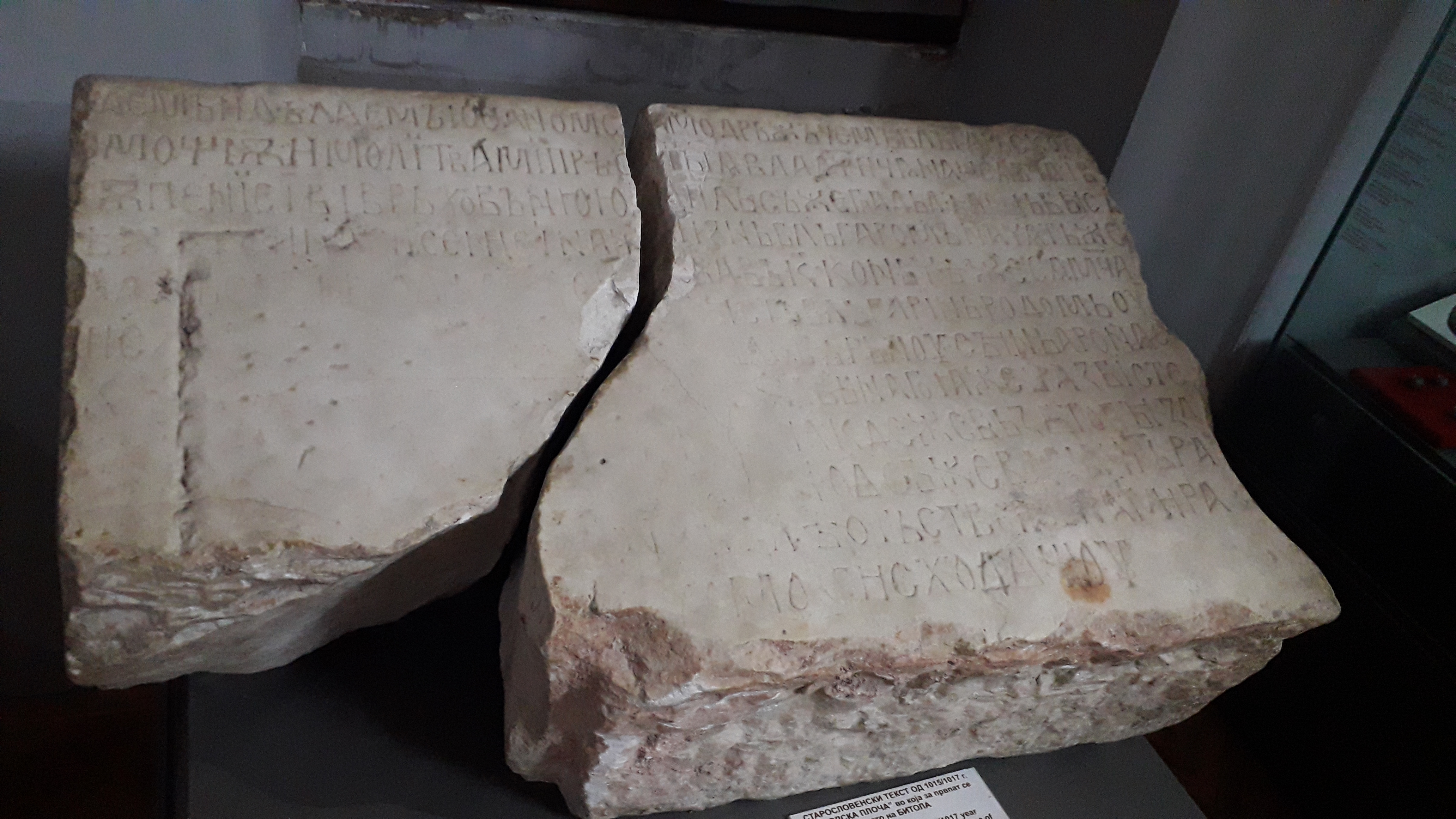
Die beschädigte Originalinschrift

Die Bitola-Inschrift (bulgarisch Битолският надпис) ist eine Inschrift in altkirchenslawischer Sprache, bzw. altbulgarischer Sprache. Sie datiert aus der Zeit von Iwan Wladislaw, der zwischen 1015 und 1018 herrschte, dem letzten Zaren des Ersten Bulgarischen Reichs. Mazedonische Geschichtswissenschaftler sehen ihn als den letzten Zaren eines möglichen Mazedonischen Staates im Mittelalter, wobei diese Inschrift außer Acht gelassen wird. Die Inschrift ist heute im Museum von Bitola (Nordmazedonien).
Die Inschrift wurde im Dezember 1956 bei Abrissarbeiten an einer Moschee in Bitola (heute Nordmazedonien) gefunden. Die Moschee selbst wurde wahrscheinlich aus Steinen der Bitola-Festung gebaut. In der Inschrift verkündet der Herrscher die Fertigstellung der Festung von Bitola und bezeichnet sich selbst als Bulgaren. Dieses Faktum steht im Gegensatz zur Staatsdoktrin des „Makedonismus“ in Nordmazedonien.
Als Beweis für die geschichtliche und politische Brisanz der Inschrift kann man den Eklat ansehen, den diese Inschrift 2006 auslöste. So hatte damals das Französische Konsulat in Mazedonien, das zusammen mit offiziellen Vertretern der Republik Mazedonien einen Tourismuskatalog für Bitola verfasste, ohne vorherige Absprache eine Fotografie des Steins als Titelseite für diesen Katalog benutzt. Offenbar war sich das Französische Konsulat der Tragweite seiner Entscheidung nicht bewusst, da der Stein das Wort „Bulgaren“ enthält. Nach offiziellem Protest des Stadtrates von Bitola wurde der Druck des Tourismuskatalogs eingestellt, und der französische Konsul entschuldigte sich offiziell beim Mazedonischen Staat.
Heute wird die Inschrift im Museum von Bitola ausgestellt. Kurioserweise wurde der Stein Jahrzehnte lang verkehrt herum, also mit der leeren Rückseite nach oben, ausgestellt. Auf diese Weise sollte verhindert werden, dass man lesen konnte, was dort geschrieben steht. Mittlerweile wird der Stein richtig herum, jedoch als altslawische Inschrift ohne Bulgarienbezug und ohne Hinweis auf den Text ausgestellt.

## Die Inschrift
Einige Fragmente des Textes sind leicht beschädigt. Sie wurden allerdings von Vladimir Mošin und Jordan Saimow (wiss. Transliteration: Zaimov) rekonstruiert.
Original in Altbulgarisch

„† Въ лѣто Ѕ ҃Ф ҃К ҃Г ҃ отъ створенїа мира обнови сѧ съ градь зидаемъ и дѣлаемъ Їѡаном самодрьжъцемъ блъгарьскомь и помощїѫ и молїтвамї прѣс ҃тыѧ влад ҃чицѧ нашеѧ Б ҃чѧ ї въз()стѫпенїе І ҃В ҃ ı връховънюю ап ҃лъсъ же градь дѣлань бысть на ѹбѣжище и на сп҃сенѥ ї на жизнь бльгаромъ начѧть же бысть градь сь Битола м ҃ца окто ҃вра въ К ҃. Конъчѣ же сѧ м ҃ца ... исходѧща съ самодрьжъць быстъ бльгарїнь родомь ѹнѹкъ Николы же ї Риѱимиѧ благовѣрьнѹ сынь Арона Самоила же брата сѫща ц ҃рѣ самодрьжавьнаго іаже ı разбїсте въ Щїпонѣ грьчьскѫ воїскѫ ц ҃рѣ Васїлїа кде же взѧто бы злато ... фоѧ съжев ... ц҃рь разбїенъ бы ц҃рѣмь Васїлїемь Ѕ ҃Ф ҃К ҃В ҃ г. лтѣ оть створенїѧ мира ... їѹ съп() лѣтѹ семѹ и сходѧщѹ“

Deutsche Übersetzung

„Im Jahre 6523 (1015) seit der Erschaffung der Erde, wurde diese Festung, geschaffen und gebaut von Iwan, Zar von Bulgarien, erneuert mit der Hilfe und den Gebeten unserer am meisten geheiligten Frau und der Fürsprache ihrer zwölf höchsten Apostel. Die Festung wurde gebaut als Himmel und für die Erlösung der Leben aller Bulgaren. Die Arbeit an der Festung von Bitola begann am zwanzigsten Tag des Oktobers und endete am (…) Dieser Zar war Bulgare von Geburt, Enkel des frommen Nikola und der Ripsimia, Sohn des Aaron, der der Bruder Samuels, des Zaren der Bulgaren, war, die beide die griechische Armee des Imperators Basil II. schlugen bei Stipone, wo Gold genommen wurde (…) und in (…) dieser Zar wurde geschlagen von Imperator Basil in 6522 (1014) seit der Erschaffung der Erde in Kljutsch und starb am Ende dieses Sommers.“

Der von der mazedonischen Geschichtswissenschaftlerin Radmila Ugrinova-Skalovska rekonstruierte Text ist diesem sehr ähnlich.